# Andreas Baranski
Andreas Baranski (* 10. März 1960 in Ludwigshafen am Rhein) ist ein ehemaliger deutscher Mittelstreckenläufer, der sich auf die 1500-Meter-Distanz spezialisiert hatte.
1979 wurde er Deutscher Meister mit der Ludwigshafener 4-mal-800-Meter-Staffel. Über 1500 Meter gewann er Bronze bei den Deutschen Meisterschaften 1981. In der Halle gewann Baranski 1982 den Deutschen Meistertitel mit der 3-mal-1000-Meter-Staffel.
Bei den Leichtathletik-Halleneuropameisterschaften wurde er 1982 in Mailand Fünfter und 1983 in Budapest Sechster. 1983 gewann er Silber bei der Universiade.
Andreas Baranski startete bis 1982 für die LAV Rala Ludwigshafen, danach für den VfB Stuttgart.

## Persönliche Bestzeiten
- 800 m: 1:47,33 min, 27. Juni 1982, Durham
- 1000 m: 2:17,72 min, 22. August 1982, Köln
- 1500 m: 3:36,43 min, 9. Juni 1980, Warschau
  - Halle: 3:40,60 min, 23. Februar 1985, Stuttgart
- 1 Meile: 3:58,40 min, 8. August 1980, Berlin
- 3000 m: 8:03,9 min, 2. Mai 1981, Aalen